# Gadus morhua
Codul de Atlantic (Gadus morhua), cunoscut și ca morun atlantic sau, pur și simplu, cod, este un pește care face parte din familia Gadidae, ordinul Gadiformes, supraclasa Gnathostomata (Pești osoși). Consumat de oameni din cele mai vechi timpuri, el poate fi preparat sub formă de batog sau sărat și mai apoi uscat.
Specia trăiește în apele reci din Atlanticul de Nord în apropiere de Norvegia, Islanda, Groenlanda și Terra Nova. În Oceanul Atlantic de Vest, codul este răspândit în nordul Capului Hatteras, a Carolinei de Nord și de-a lungul coastei Groenlandei. În Oceanul Atlantic de Est acesta se poate găsi de la Golful Biscaya până spre nordul Oceanului Arctic, inclusiv în Marea Baltică, Marea Nordului și în jurul Islandei. 
Cel mai mare exemplar avea o lungime de 1,8 metri și cântărea 96 de kg, însă codul atinge cel mai adesea dimensiuni ce variază între 61 cm și 1,2 metri, cântărind în jur de 40 kg. Nu există diferențe majore de dimensiune sau de greutate între mascul și femelă. Codul de Atlantic poate trăi până la 25 de ani, și își atinge maturitatea la vârste cuprinse între 2 și 4 ani, cu toate că exemplare din nord-estul Oceanului Arctic o ating numai după 8 ani. Coloritul este maroniu sau verzui, cu pete pe partea dorsală, cele ventrale fiind argintii. O dungă de-a lungul liniei laterale este, evident, vizibilă. Habitatul se extinde de la mal până la platforma continentală.
Gadus morhua până prin anii 1970 era unul cei mai numeroși pești din lume. Din cauza pescuitului intensiv și a încălzirii globale, azi este un pește periclitat, fiind pe cale de dispariție. Canada și Norvegia au interzis în apele lor teritoriale pescuitul acestui pește. În prezent se încearcă în crescătorii refacerea populației de morun atlantic. În decembrie 2004 Consiliul Uniunii Europene a luat măsuri de protejare și de refacere a efectivului de pește. Chiar și cu aceste măsuri, această specie rămâne deocamdată pe Lista Roșie a IUCN ca specie vulnerabilă.

## Ciclul de viață
Adulții formează bancuri de la sfârșitul iernii până în primăvară. Femelele eliberează icrele, iar masculii concurează între ei pentru dreptul de a le fertiliza. Icrele astfel fertilizate sunt purtate de curenții oceanici și se vor dezvolta în larve. Vârsta la care acestea vor deveni adulți variază de la o regiune la alta, între 2 și 4 ani cele din Atlanticul de Vest, putându-se ajunge până la 8 ani în Oceanul Arctic. Codul poate trăi până la 13 ani și chiar mai mult.

## Taxonomie
Codul de Atlantic este una dintre cele trei specii ce fac parte din genul Gadus împreună cu Codul de Pacific (Gadus macrocephalus) și Codul de Groenlanda (Gadus ogac). Pe lângă aceste trei specii, numele de „cod” s-a mai folosit în denumirea colocvială a altor pești ce nu fac parte din genul Gadus.

## Comportament

### Formarea bancurilor
Codul de Atlantic este o specie ce se deplasează în grupuri extrem de numeroase, indivizii formând bancuri uriașe. Peștii mai mari acționează pe post de ghizi, stabilind direcția pe care o va urma bancul. Se crede că nu există nicio ierarhie în aceste comunități, fiecare individ fiind egal cu cei din jurul său, beneficiind de aceleași resurse și beneficii. Cu toate acestea, un studiu a demonstrat că există totuși diferențe în cantitatea de mâncare consumată de fiecare pește în parte, aceasta depinzând de poziția din cadrul structurii bancului și de mărimea indivizilor. Dacă exemplarele mai mari beneficiază de o hrană mai bogată, cei mici nu au de pierdut, ei fiind mai în siguranță deplasându-se în grup decât dacă ar fi solitari.